# Kasseistrook van Beuvry-la-Forêt naar Orchies
De kasseistrook van Beuvry-la-Forêt naar Orchies (Frans: Secteur pavé de Beuvry-la-Forêt à Orchies) is een kasseistrook uit de wielerwedstrijd Parijs-Roubaix, gelegen in de Franse gemeenten Beuvry-la-Forêt en Orchies. De straat loopt net ten noorden van de snelweg A23.
De strook is 1400 meter lang en is als 3-sterrenstrook middelmatig zwaar. Ze werd opgenomen in het parcours vanaf 2007, nadat ze speciaal werd uitgebreid. De strook wordt ook wel genoemd naar tweevoudig ex-winnaar Marc Madiot.
In 2014 was de kasseistrook van Orchies naar Beuvry-la-Forêt opgenomen in vijfde etappe van de Ronde van Frankrijk. Wegens hevige regenval werd deze strook echter uit het parcours geschrapt.
27: Troisvilles à Inchy · 
26: Viesly à Quiévy · 
25: Quiévy à Saint-Python · 
24: Saint-Python · 
23: Vertain à Saint-Martin-sur-Écaillon · 
22: Capelle-sur-Écaillon à Ruesnes · 
21: Aulnoy-lez-Valenciennes - Famars · 
20: Famars à Quérénaing · 
19: Quérénaing à Maing · 
18: Maing à Monchaux-sur-Écaillon · 
17: Haveluy à Wallers · 
16: Bos van Wallers-Arenberg · 
15: Millonfosse à Bousignies · 
14: Brillon à Tilloy-lez-Marchiennes · 
14: Tilloy à Sars-et-Rosières · 
13: Beuvry-la-Forêt à Orchies · 
12: Orchies · 
11: Auchy-lez-Orchies à Bersée · 
11: Mons-en-Pévèle · 
10: Mérignies à Avelin · 
9: Pont-Thibaut à Ennevelin · 
8: Templeuve - L'Épinette · 
8: Templeuve – Moulin-de-Vertain · 
7: Cysoing à Bourghelles · 
6: Bourghelles à Wannehain · 
5: Camphin-en-Pévèle · 
4: Carrefour de l'Arbre · 
3: Gruson · 
2: Willems à Hem · 
1: Roubaix